# Poutrelle (construction métallique)
Pour les articles homonymes, voir poutrelle.

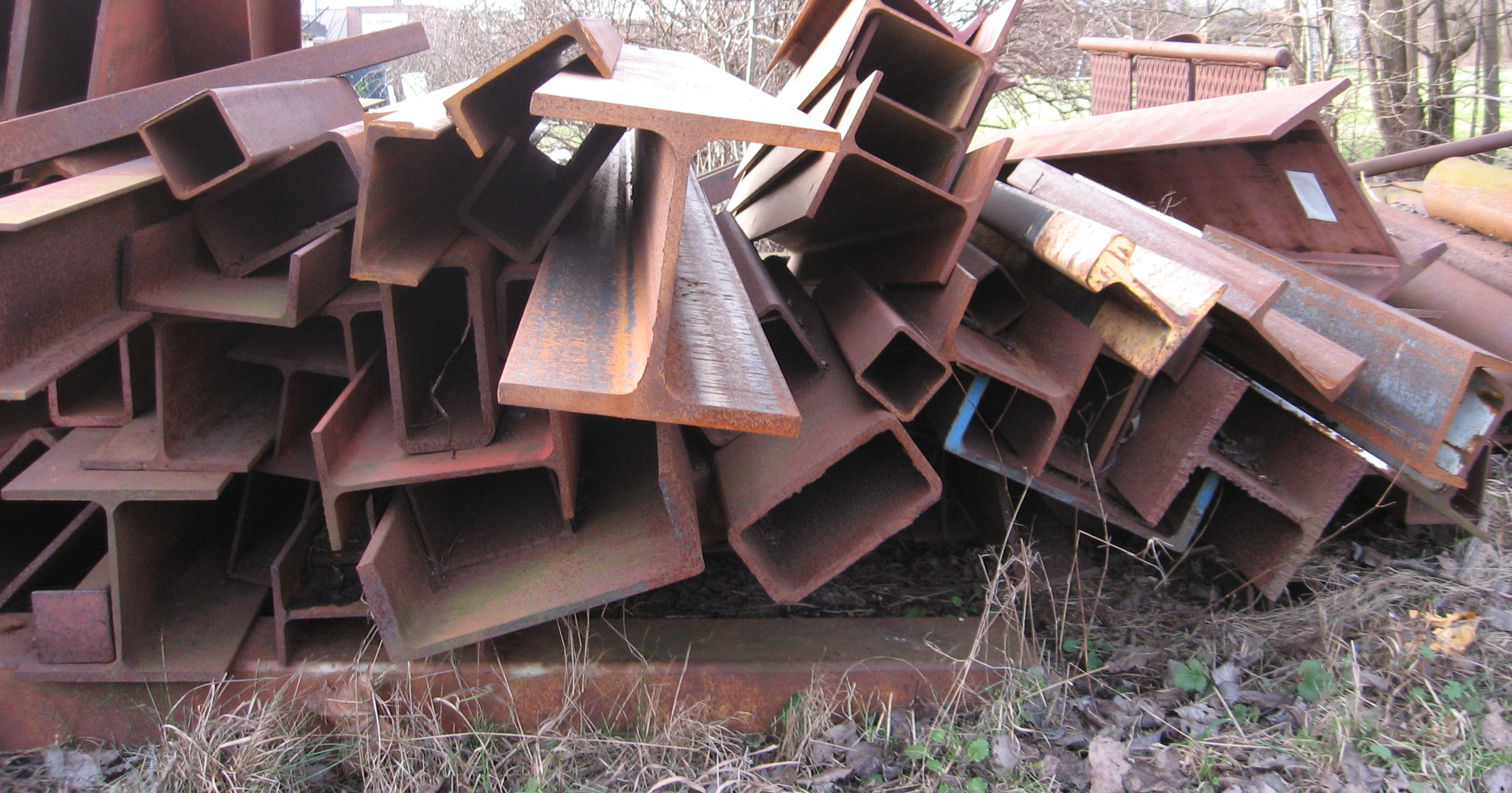
Différents types de poutrelles

En charpente métallique, une poutrelle désigne un produit sidérurgique en acier laminé à chaud ayant une forme de Ɪ  (la poutrelle en Ɪ) ou de H. Les profils en U sont aussi des produits sidérurgiques assimilables aux poutrelles. Les poutres en Ɪ sont aussi appelées IPN pour poutrelle I à profil normal. Les poutrelles jouent un rôle primordial dans les constructions métalliques modernes.

## Composants
La partie centrale de la poutrelle est l’âme. Les côtés de la poutrelle sont appelés semelles ou ailes.
Ainsi les éléments dimensionnels caractérisant une poutrelle sont les largeurs et épaisseurs des semelles et de l’âme de la pièce ainsi que le rayon entre la semelle et l’âme.

## Fabrication et usage
Les poutrelles sont destinées à la fabrication d’éléments de construction assemblés ou soudés et destinés à travailler principalement en flexion, en compression ou en torsion. Les poutrelles sont donc notamment caractérisées par leur moment d'inertie quadratique, leur surface et leur constante de torsion.

## Dimensions
À titre d'exemple, les dimensions des plus petites et plus grandes poutrelles sont données ci-après pour chacune des familles.

### Poutrelles normales européennes IPE
Pour les articles homonymes, voir IPE.

Poutrelle de type IPE

Les poutrelles IPE, à la différence des IPN ont les surfaces internes et externes des ailes parallèles. Les dimensions de ces poutrelles répondent à la norme EN 10365 et leurs tolérances sont définies dans la norme EN 10034:1993.
| Type (mm)     | Hauteur de l'âme (mm) | Largeur semelle (mm) | Épaisseur âme (mm) | Épaisseur semelle (mm) | Poids (kg/m) | Surface (cm2) | Moments d'inertie de torsion J (cm4) |
| ------------- | --------------------- | -------------------- | ------------------ | ---------------------- | ------------ | ------------- | ------------------------------------ |
| IPE 80        | 80                    | 46                   | 3,8                | 5,2                    | 6,0          | 7,64          | 0,70                                 |
| IPE 100       | 100                   | 55                   | 4,1                | 5,7                    | 8,1          | 10,3          | 1,10                                 |
| IPE 120       | 120                   | 64                   | 4,4                | 6,3                    | 10,4         | 13,2          | 1,71                                 |
| IPE 140       | 140                   | 73                   | 4,7                | 6,9                    | 12,9         | 16,4          | 2,54                                 |
| IPE 750 x 137 | 753                   | 263                  | 11,5               | 17                     | 137          | 175           | 137,1                                |
| IPE 750 x 147 | 753                   | 265                  | 13,2               | 17                     | 147          | 188           | 161,5                                |
| IPE 750 x 173 | 762                   | 267                  | 14,4               | 21,6                   | 173          | 221           | 273,6                                |
| IPE 750 x 196 | 770                   | 268                  | 15,6               | 25,4                   | 196          | 251           | 408,9                                |

### Poutrelles européennes à larges ailes HEA et HEB

Poutrelle de type HE

| Type (mm)     | Hauteur de l'âme (mm) | Largeur semelle (mm) | Épaisseur âme (mm) | Épaisseur semelle (mm) | Poids (kg/m) | Surface (cm2) | Moments d'inertie de torsion (cm4) |
| ------------- | --------------------- | -------------------- | ------------------ | ---------------------- | ------------ | ------------- | ---------------------------------- |
| HE 100 A(B)   | 96(100)               | 100                  | 5(6)               | 8(10)                  | 16,7(20,4)   | 21,2(26)      | 5,24(?)                            |
| HE 120 A(B)   | 114(120)              | 120                  | 5(6,5)             | 8(11)                  | 19,9(26,7)   | 25,3(34)      | 5,99(14,4)                         |
| HE 140 A(B)   | 133(140)              | 140                  | 5,5(7)             | 8,5(12)                | 24,7(33,7)   | 31,4(43)      | 8,13(21,8)                         |
| HE 160 A(B)   | 152(160)              | 160                  | 6(8)               | 9(13)                  | 30,4(42,6)   | 38,8(54,3)    | 12,19(32,2)                        |
| HE 1000 x 415 | 1020                  | 304                  | 26                 | 46                     | 415          | 528,7         | 2714                               |
| HE 1000 x 438 | 1026                  | 305                  | 26,9               | 49                     | 437          | 557,2         | 3200                               |
| HE 1000 x 494 | 1036                  | 309                  | 31                 | 54                     | 494          | 629,1         | 4433                               |
| HE 1000 x 584 | 1056                  | 314                  | 36                 | 64                     | 584          | 743,7         | 7230                               |

### Fers en u

Poutrelle de type UPE.

On distingue les fers en U à ailes parallèles (UPE), les fers en U normaux européens (UPN) et les fers en U à ailes inclinées.
Le tableau ne présente que les quatre plus grands et plus petits fers en U de type UPE.
| Type (mm) | Hauteur de l'âme (mm) | Largeur semelle (mm) | Épaisseur âme (mm) | Épaisseur semelle (mm) | Poids (kg/m) | Surface (cm2) | Moments d'inertie de torsion (cm4) |
| --------- | --------------------- | -------------------- | ------------------ | ---------------------- | ------------ | ------------- | ---------------------------------- |
| UPE 80    | 80                    | 50                   | 4                  | 7                      | 7,90         | 10,1          | 1,47                               |
| UPE 100   | 100                   | 55                   | 4,5                | 7,5                    | 9,82         | 12,5          | 2,01                               |
| UPE 120   | 120                   | 60                   | 5                  | 8                      | 12,1         | 15,4          | 2,90                               |
| UPE 140   | 140                   | 65                   | 5,5                | 9                      | 14,5         | 18,4          | 4,05                               |
| UPE 300   | 300                   | 100                  | 9,5                | 15                     | 44,4         | 56,6          | 77,6                               |
| UPE 330   | 330                   | 105                  | 11                 | 16                     | 53,2         | 67,8          | 111,8                              |
| UPE 360   | 360                   | 110                  | 12                 | 17                     | 61,2         | 77,9          | 166,4                              |
| UPE 400   | 400                   | 115                  | 13,5               | 18                     | 72,2         | 91,9          | 259                                |